# Championnat de France de basket-ball de deuxième division 1992-1993
Navigation
Saison précédente Saison suivante
Le Championnat de France de basket-ball de deuxième division 1992-1993 ou championnat de Nationale A2 1992-1993, nouvelle appellation voulue par la LNB cette saison-là est le deuxième plus haut niveau du championnat de France masculine de basket-ball, 15 clubs participent à la compétition. LGBC Agen et Poissy Chatou sont les nouveaux promus.
À l'issue de la fin de la saison régulière, le premier accède à la Pro A, les équipes classées de 1 à 10 disputent les 16e de finale opposés aux clubs classés de 9 à 14 en Nationale A1 en play-off.
Les clubs classés entre les 11e et 15e places disputent les play-out par matchs aller-retour, les trois derniers descendent en nationale 2.
Le LGBC Agen ne finira pas la saison, placé en liquidation judiciaire.

## Clubs participants
| Clubs               | Salles (Capacités)                                                     | Villes           |
| ------------------- | ---------------------------------------------------------------------- | ---------------- |
| LGBC Agen           | Stadium municipal (2800 places)                                        | Agen             |
| Berck BCO           | Palais des Sports (4500 places)                                        | Berck            |
| Caen BC             | Palais des Sports (3000 places)                                        | Caen             |
| ALM Évreux          | Salle Omnisports (3000 places)                                         | Évreux           |
| Hyères Toulon VB    | Gymnase des Rougières (1200 places)                                    | Hyères           |
| Rupella La Rochelle | Salle Gaston Neveur (2000 places)                                      | La Rochelle      |
| Mulhouse            | Palais des Sports (3700 places)                                        | Mulhouse         |
| SLUC Nancy          | Palais des Sports de Gentilly (4000 places)                            | Nancy            |
| Poissy Chatou BC    | Complexe Marcel Cerdan (2200 places) et Gymnase Paul Bert (900 places) | Poissy et Chatou |
| CO Saint-Brieuc     | Salle Steredenn (3058 places)                                          | Saint-Brieuc     |
| Saint-Quentin       | Palais des sports Pierre de Coubertin (4000 places)                    | Saint-Quentin    |
| ASA Sceaux          | Gymnase du Clos St. Marcel (1500 places)                               | Sceaux           |
| Strasbourg IG       | Salle Tivoli (1500 places)                                             | Illkirch         |
| RC Toulouse         | Salle Léo Lagrange (2500 places                                        | Toulouse         |
| Tours BC            | Palais des Sports (4000 places)                                        | Tours            |

En italiques, club n'ayant pas fini la saison.

## Saison régulière[2]

### Classement saison régulière
| Rang | Équipe               | Pts | J  | G  | P  | Pp   | Pc   | Diff |
| ---- | -------------------- | --- | -- | -- | -- | ---- | ---- | ---- |
| 1    | ASA Sceaux           | 46  | 26 | 20 | 6  | 2227 | 1986 | 241  |
| 2    | Saint-Quentin        | 44  | 26 | 18 | 8  | 2124 | 2045 | 79   |
| 3    | Hyères Toulon VB     | 43  | 26 | 17 | 9  | 2142 | 2009 | 133  |
| 4    | SLUC Nancy           | 42  | 26 | 16 | 10 | 2427 | 2292 | 135  |
| 5    | Strasbourg IG        | 42  | 26 | 16 | 10 | 2223 | 2155 | 68   |
| 6    | Rupella La Rochelle  | 40  | 26 | 14 | 12 | 2149 | 2117 | 32   |
| 7    | CO Saint-Brieuc      | 40  | 26 | 14 | 12 | 2132 | 2063 | 69   |
| 8    | Caen BC              | 369 | 26 | 13 | 13 | 2266 | 2226 | 40   |
| 9    | ALM Évreux           | 39  | 26 | 13 | 13 | 2167 | 2175 | -8   |
| 10   | Mulhouse             | 38  | 26 | 12 | 14 | 2289 | 2326 | -37  |
| 11   | Poissy Chatou BC (P) | 37  | 26 | 11 | 15 | 2414 | 2449 | -35  |
| 12   | Tours BC             | 35  | 26 | 9  | 17 | 2032 | 2130 | -98  |
| 13   | Berck BCO            | 31  | 26 | 5  | 21 | 2045 | 2257 | -212 |
| 14   | RC Toulouse          | 30  | 26 | 4  | 22 | 1990 | 2140 | -150 |

|     | Promotion en Pro A                          |
|     | Qualification pour les Play-offs A1-A2 1993 |
|     | Play-out                                    |
| (P) | Promu 1992                                  |

### Leaders saison régulière[3]
| Catégorie     | Prénom et nom                     | Statistiques | Statistiques | Statistiques |
| Catégorie     | Prénom et nom                     | Joués        | Total        | Moyenne      |
| ------------- | --------------------------------- | ------------ | ------------ | ------------ |
| Points        | Todd Jadlow, Berck BCO            | 15           | 471          | 31,4         |
| Passes        | Christophe Soulé, Mulhouse        | 26           | 229          | 8,8          |
| Rebonds       | Cédric Miller, Poissy Chatou BC   | 26           | 326          | 12,5         |
| Contres       | Cédric Miller, Poissy Chatou BC   | 26           | 55           | 2,1          |
| Interceptions | Emmanuel Lorentz, CO Saint-Brieuc | 26           | 67           | 2,8          |

### Play-Off
- Voir lien vers le championnat de France Nationale A1 1992-1993.

### Play-Out
- Berck BCO-Tours BC 91-93/63-85
- RC Toulouse-Poissy Chatou BC 85-91/77-84
- RC Toulouse-Tours BC 89-57/79-91
- Berck BCO-Poissy Chatou BC 86-94/102-81
- RC Toulouse-Berck BCO 87-78/73-74
- Tours BC-Poissy Chatou BC 112-87/76-71

Classement Play-Out